# 金店镇
金店镇是中国河北省邢台市内丘县下辖的一个镇。原名“金提店”，后简称为金店。二十四孝之一郭巨的故事就发生在这里，现有郭巨庙、郭巨墓等遗存。还有冢圪塔、铁顶墓等遗址。闻名于世的内丘神码就在金店镇魏家屯。

## 行政区划
下辖以下地区：
金店村、大辛旺村、小辛旺村、小马村、铁顶墓村、侯文孝村、西文孝村、武文孝村、东文孝村、滩里村、常丰村、大垒东村、小垒东村、前夏侯村、后夏侯村、小辛庄村、大辛庄村、中辛庄村、后河村、王家屯村、张家屯村、杓子屯村、魏家屯村、铁匠屯村、黄釜村、韩郝庄村、冢圪塔村、北张麻村、东张麻村、西张麻村、大原村、大留村、西北光村、南北光村、东北光村、中北光村、河巨村、河渠铺村、礼义村、十里铺村、北辛庄村、清修村、高望村、西张村、中张村、东张村和金店南关村。

## 交通
京深高速公路、内(丘)隆(尧)公路

## 中国传统村落
郭巨庙、郭巨墓。冢圪塔、铁顶墓、内丘神码。